# 1 Pułk Aeronautyczny (II RP)
1 Pułk Aeronautyczny – Jednostka Wojsk Aeronautycznych II RP sformowana i użyta w czasie wojny polsko-bolszewickiej 1920 roku.
Ze względu na manewrowy charakter walk na froncie polsko-bolszewickim 1 pułk aeronautyczny został użyty jako formacja piechoty, bez użycia specjalistycznego sprzętu.

## Formowanie i skład
Koncentracja pułku zarządzona została w Siedlcach.
Ze względu na różne miejsca przebywania batalionów (I na froncie, II w Brześciu Litewskim, III i IV w Poznaniu) organizacja nie przebiegała planowo.
Bataliony rozlokowane zostały około 10 km na południe od Siedlec we wsiach: Wiśniew, Kaczory i Gostchorz i tam ostatecznie 28 lipca 1920 roku połączono je w pułk.
Przez kilka dni odbywały się ćwiczenia z zakresu musztry piechoty i szkoły walki, ponieważ połowa pułku składała się z rekrutów, którzy przeszli tylko dwutygodniowe przeszkolenie.
Stan pułku w momencie koncentracji wynosił 23 oficerów, około 1200 szeregowych, 240 koni i 10 karabinów maszynowych.
Z samochodów ciężarowych utworzono kolumnę do obsługi tyłów frontu. Brakowało bagnetów do około 1000 karabinów i sprzętu saperskiego.
Pułk składał się z 4 batalionów po 2 kompanie każdy i po 1 Ruchomym Parku Aeronautycznym:
- I batalion aeronautyczny – dowódca kpt. Jan Wolszlegier;
- II batalion aeronautyczny – dowódca por. Sławomir Bilek;
- III batalion aeronautyczny – dowódca kpt. Hilary Grabowski;
- IV batalion aeronautyczny – dowódca por. Ryszard Łaciński.

Ogółem liczył 8 kompanii, 4 polowe wytwórnie wodoru, tabor samochodowy i konny oraz specjalistyczny sprzęt techniczny.
Do pułku wcielono również cały personel (poza 1 oficerem i 1 urzędnikiem wojskowym) Sekcji Aeronautyki Departamentu III Żeglugi Powietrznej Ministerstwa Spraw Wojskowych oraz Sekcji Aeronautyki Szefostwa Lotnictwa Naczelnego Dowództwa Wojska Polskiego.
Sprzęt i personel Ruchomych Parków Aeronautycznych został ześrodkowany na tyłach frontu. Pozostawiono strukturę batalionów w ramach zatwierdzonych etatów aby po rozformowaniu pułku mogły one wrócić do właściwej służby.
Dowództwo pułku podlegało dowódcy frontu.
Sprawy zaopatrzenia kierowane były do Centralnych Zakładów Aerostatycznych.

## Walki na froncie polsko-bolszewickim
1 pułk aeronautyczny podlegał dowództwu Frontu Północno-Wschodniego i działał w składzie 4 Armii.
Brał czynny udział w walkach obronnych i natarciu w rejonie Siedlce – Sokołów – Sarnaki – Ostromęczyn – Platerów w dniach 24 lipca do 15 sierpnia 1920 roku. Za czyny bojowe jego żołnierze otrzymali 3 ordery Virtuti Militari i 66 Krzyży Walecznych. W czasie walk poległo 19 oficerów i żołnierzy.
Ze względu na działania piesze pułk aeronautyczny otrzymał przydomek „pułk aeropiechurów”.

## Rozformowanie
W związku z ustabilizowaniem linii frontu na linii Wisły i Wieprza, możliwy okazał się powrót oddziałów pułku do zadań pierwotnie dla nich przewidzianych. W ciągu tygodnia bataliony mogły powrócić do służby specjalnej ponieważ tyle czasu potrzebowano na sprowadzenie sprzętu z Poznania i Jabłonny. Dowództwo 4 Armii zwróciło się do Naczelnego Dowództwa WP w sprawie rozwiązania pułku jako jednostki taktyczno-bojowej. 1 pułk aeronautyczny został rozformowany we wrześniu 1920 roku.
Po rozwiązaniu pułku bataliony aeronautyczne skierowano do Poznania, Jabłonny i Torunia. IV batalion został rozformowany.

## Odznaczeni Krzyżem Srebrnym Orderu Wojskowego Virtuti Militari[2]
- płk pil. ster. Aleksander Wańkowicz – dowódca 1 pułku aeronautycznego
- ppor. obs. bal. Bronisław Lubański (pośmiertnie) – dowódca II batalionu
- ppor. obs. bal. Jan Rybka – dowódca II batalionu

## Zginęli[3]
1. ppor. obs. bal. Bronisław Lubański
2. ppor. obs. bal. inż. Edward Sachs
3. pchor. Stanisław Nossek
4. pchor. Zygmunt Pągowski
5. kpr. Jerzy Jackowski
6. st. szer. Franciszek Adamski
7. st. szer. Wacław Antkowiak
8. szer. Stanisław Błaszczyk
9. szer. Sylwester Dróbka
10. szer. Szymon Feingenblat
11. szer. Jan Kostoj
12. szer. Józef Krzyżanowski
13. szer. Stanisław Majewski
14. szer. Gustaw Miller[4]
15. szer. Józef Robak
16. szer. Józef Szafrański
17. szer. Ignacy Tomaszewski
18. szer. Tadeusz Wojciechowski
19. szer. Władysław Żaba
20. szer. Tomasz Żarski